# MTV Asia Awards 2006
MTV Asia Awards 2006 fueron en Bangkok y conducidos por Lee-Hom Wang y Kelly Rowland.

## Categorías Internacionales

### Mejor Artista Pop
- Gorillaz
- Simple Plan
- Backstreet Boys
- The Black Eyed Peas
- Westlife

### Mejor Artista Rock
- Coldplay
- Franz Ferdinand
- Green Day
- My Chemical Romance
- Oasis

### Mejor Video
- Franz Ferdinand - "Do You Want To"
- Green Day - "Wake Me Up When September Ends"
- Kanye West - "Gold Digger"
- Korn - "Twisted Transistor"
- My Chemical Romance - "Helena"

### Mejor Artista Femenina
- Ashlee Simpson
- Kelly Clarkson
- Lindsay Lohan
- Madonna
- Mariah Carey

### Mejor Artista Masculino
- Eminem
- James Blunt
- Kanye West
- Ricky Martin
- Robbie Williams

### Artista Revelación
- Fort Minor
- James Blunt
- Simon Webbe
- The Pussycat Dolls
- My Chemical Romance

## Categorías Asiáticas

### Mejor Artista Malasia
- Ahli Fiqir
- Fish Leong
- Mawi
- Ruffedge
- Too Phat

### Mejor Artista Filipinas
- Bamboo
- Hale
- Kitchie Nadal
- Orange And Lemons
- Rivermaya

### Mejor Artista Singapur
- A-Do
- Huang Yi Da
- JJ Lin
- Taufik Batisah
- Stefanie Sun

### Mejor Artista Indonesia
- Maliq & D'essentials
- Peterpan
- Project Pop
- Radja
- Rossa

### Mejor Artista Tailandia
- 4gotten
- Bodyslam
- Lydia (cantante)Lydia
- Tata Young
- Thaitanium

### Mejor Artista Hong Kong
- Andy Lau
- Eason Chan
- Joey Yung
- Leo Ku
- Twins

### Mejor Artista India
- Abhijeet Sawant
- Asha Bhosle
- Jal
- Rabbi Shergill
- Sonu Nigam

### Mejor Artista Taiwán
- 5566
- Jay Chou
- Jolin Tsai
- S.H.E
- Wang Lee Hom

### Mejor Artista Corea
- Buzz
- Se7en
- SG Wanna Be
- Tei
- Wheesung

### Mejor Artista China
- The Flower
- Sun Nan
- Vicky Zhao
- Xu Wei
- Zhou Xun

## Premio al Estilo
- Jolin Tsai

## Premio a la Inspiración
- Bird Thongchai McIntyre

## Premio a la Trayectoria
- Destiny's Child

- Datos: Q6718639